# Unità equivalente a venti piedi

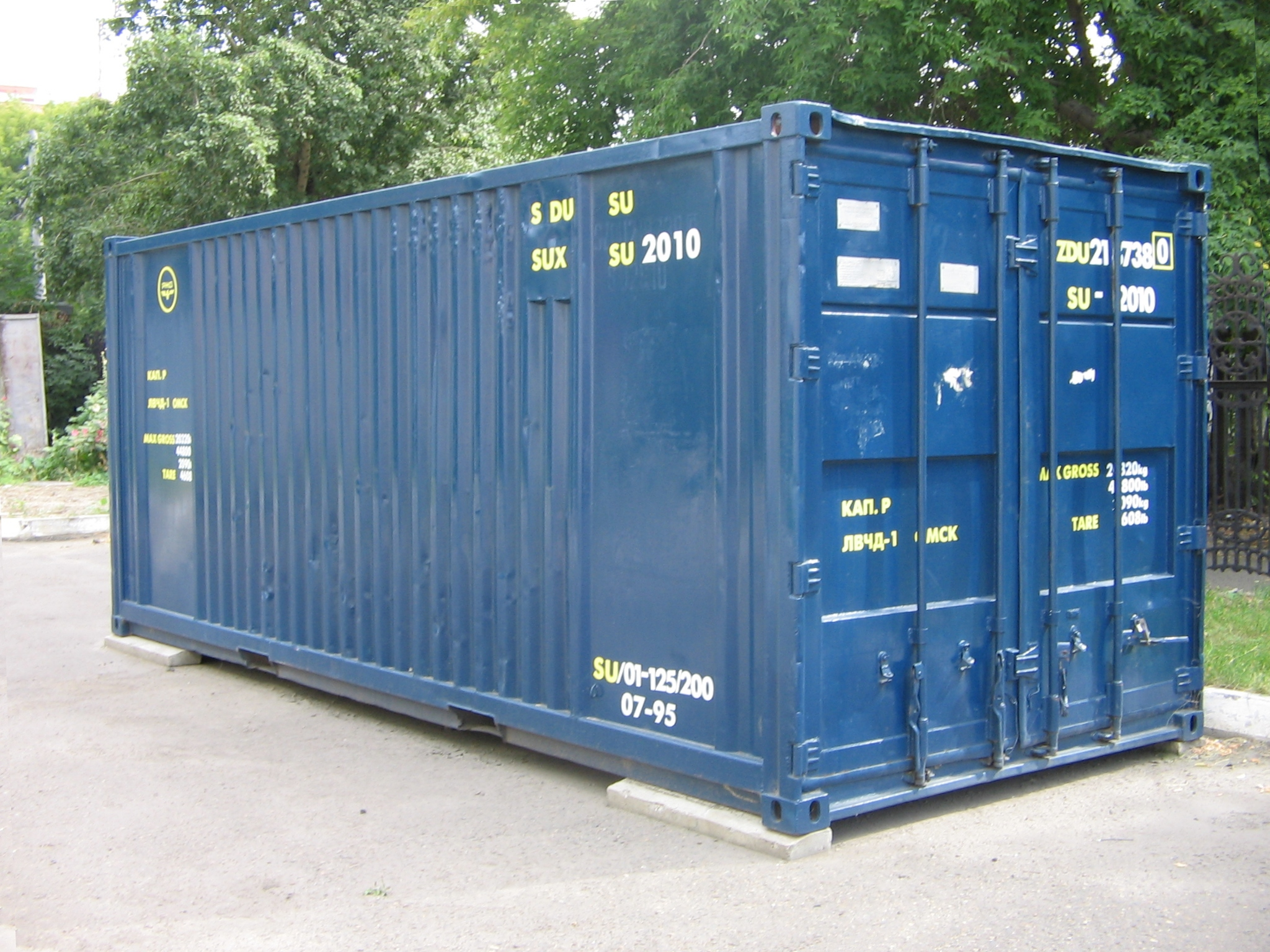
Un contenitore ISO di equivalente a 1 TEU.

L'unità equivalente a venti piedi o TEU (acronimo di twenty-foot equivalent unit), è la misura standard di lunghezza nel trasporto dei container ISO, e corrisponde a 20 piedi (circa 6 metri) totali.
Le dimensioni esterne del contenitore ISO sono: 20 ft  (6,1 m) di lunghezza x 8 ft  (2,4 m) di larghezza x 8,5 ft  (2,6 m) di altezza. Il suo volume esterno è di 1.360 piedi cubi, equivalenti a 38,51 m³, mentre la sua capacità è di 1.165,4 piedi cubi, equivalenti a 33 m³. Il peso massimo del contenitore è approssimativamente di 24.000 kg ma sottraendo la tara (o peso a vuoto), il carico sulla parte interna può arrivare a 21.600 kg.
La maggior parte dei container hanno lunghezze standard rispettivamente di 20 e di 40 piedi: un container da 20 piedi (6,1 m) corrisponde a 1 TEU, un container da 40 piedi (12,2 m) corrisponde a 2 TEU. Per definire quest'ultima tipologia di container si usa anche l'acronimo FEU (forty-foot equivalent unit, ovvero "unità equivalente a quaranta piedi").
Anche se l'altezza dei container può variare, questa non influenza la misura del TEU.
Questa misura è usata per determinare la capienza di una nave in termini di numero di container, il numero di container movimentati in un porto in un certo periodo di tempo, e può essere l'unità di misura in base al quale si determina il costo di un trasporto.